# 매슈 허드슨스미스
매슈 허드슨스미스(영어: Matthew Hudson-Smith, 1994년 10월 26일~)는 영국의 육상 선수이다. 주 종목은 단거리 달리기이며 현재 400m 영국 국가 기록과 유럽 기록을 보유하고 있다. 2024년 하계 올림픽 남자 400m 종목에서 은메달을 획득했고 1600m 계주에서 동메달을 획득했으며 세계 선수권 대회에서 은메달 1개와 동메달 2개를 획득했다. 